# Тафоксен большой
Тафоксен большой, или Тафоксен гигантский (лат. Taphoxenus gigas) — вид рода Taphoxenus семейства Жужелицы (Carabidae).

## Описание
Тафоксен большой — один из крупнейших представителей жужелиц, длина которого составляет от 23 до 35 мм.  
Тело однотонного чёрного цвета. Надкрылья имеют яйцевидную форму, с тонкими, но заметными точечными бороздками. Крылья недоразвиты. У него выражена выемка на внутренней стороне передних голеней, вытянуто тело. Большая голова с относительно мелкими глазами и удлинённые крупные жвалы.
Можно встретить в апреле — июне.
Взрослые жуки живут до полутора лет. В мае — июне проходит период размножения.

## Экология
Обитает в степях и полупустынях в биотопах с разреженной растительностью. Является ботробионтом — видом, обитающим в норах грызунов. Там же тафоксен большой скрывается в дневное время. 
Является хищником, питающимся личинками и имаго насекомых, дождевыми червями и моллюсками. 

## Распространение
Встречается в Румынии, на Украине, на юге европейской части России, в Казахстане и Южной Сибири.

## Охранный статус
Тафоксен большой занесён в Красную книгу Курской и Ростовской областей.

## Синонимы
- Sphodrus gigas G.Fisch.Waldh.basionym (1823)

- Sphodrus grandis Motschulsky (1844)
- Taphoxenus grandis Motschulsky (1844)
- Sphodrus schrenkii Gebler (1845)
- Taphoxenus schrenkii Gebler (1845)
- Taphoxenus grossus L.Schaufuss (1865)
- Taphoxenus caucasicus Jedlička (1952)
- Taphoxenus darjensis Jedlička (1952)
- Taphoxenus jacobsoni Jedlička (1952)
- Taphoxenus punctatostriatus Jedlička (1953)
- Taphoxenus russicus Jedlička (1957)[3]